# 叶亦克河

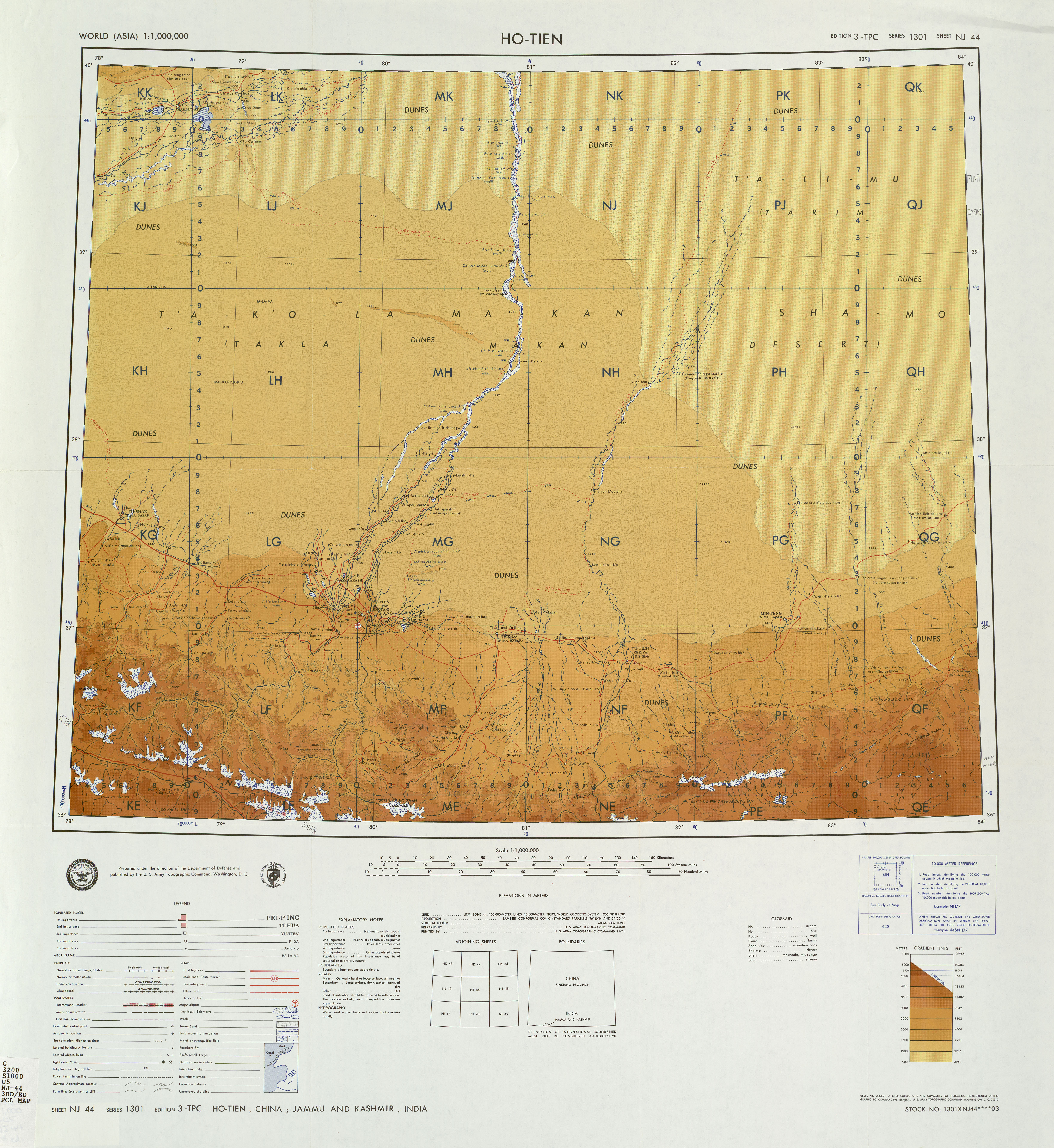
和田地区地图，叶亦克河（Ya li ka Ho, Yeh i ko Ho）位于图中右下方。

叶亦克河，位于中华人民共和国新疆维吾尔自治区和田地区民丰县中部的一条河流，是尼雅河右岸支流。发源于昆仑山脉北侧吕什塔格山，蜿蜒向北流，出山口后12千米后分为两支，两支经过萨勒吾则克乡灌区后在315国道以南3千米处又汇合成一支，之后向北穿过315国道，北流10千米后于贝勒克库勒以西转西北流，穿过轮民沙漠公路后汇入尼雅河下游。山口以上河长32千米，流域面积299平方千米，年均径流量约0.59亿立方米。河流主要以融雪补给为主，季节性特征明显，枯水期下游断流。